# 栾仁宽
栾仁宽，山东人，是一名清朝政治人物。
栾仁宽曾于1765年接替林光照任奉贤县知县一职，1765年由林万里接任。